# Ladies Race Slovakia
La Ladies Race Slovakia est une course cycliste féminine slovaque. Créée en 2022, elle fait partie du calendrier en catégorie 1.2. 

## Historique
Cette course d'une jour a lieu pour la première fois en 2022 et est classée en catégorie 1.2. La course a lieu chaque année en juillet, un jour avant le GP Slovakia, une course masculine organisée dans le cadre de la Visegrad 4 Bicycle Race. Le parcours se compose de plusieurs tours sur un parcours vallonné autour du village de Nová Baňa dans le centre de la Slovaquie.
En 2024, la gagnante est la locale Viktória Chladoňová, qui remporte la course alors qu'elle est encore junior.

## Palmarès
| Année | Vainqueur           | Deuxième            | Troisième      |
| ----- | ------------------- | ------------------- | -------------- |
| 2022  | Ricarda Bauernfeind | Dominika Włodarczyk | Silvia Zanardi |
| 2023  | Linda Zanetti       | Dominika Włodarczyk | Urša Pintar    |
| 2024  | Viktória Chladoňová | Karolina Perekitko  | Urša Pintar    |
| 2025  |                     |                     |                |